# Carl Blum
Pour les articles homonymes, voir Blum.
 (décembre 2023).
Si vous disposez d'ouvrages ou d'articles de référence ou si vous connaissez des sites web de qualité traitant du thème abordé ici, merci de compléter l'article en donnant les références utiles à sa vérifiabilité et en les liant à la section « Notes et références ».
Carl Wilhelm August Blum (né en 1786 à Berlin, mort le 2 juillet 1844 dans la même ville) est un chanteur, acteur de théâtre, metteur en scène, librettiste et compositeur prussien.

## Biographie
Blum apparaît pour la première fois comme acteur à la Gesellschaft am Rhein de Daniel Gottlieb Quandt en 1805, puis vient comme chanteur à Königsberg, où il étudie la composition sous la direction de Friedrich Adam Hiller, et revint à Berlin en 1810, où son premier opéra Claudine von Villa Bella basé sur la pièce de Goethe est acclamée. En 1817, il interprète à Vienne l'opéra Das Rosenhütchen, qui est joué 39 fois de suite, et en 1820, à son retour à Berlin, il y obtient le poste de compositeur de cour au Théâtre royal danois. Il reste ensuite deux ans à Paris pour y étudier le système scénique, et après son retour, il est directeur pendant plusieurs années soit du Königliche Oper, soit du Königsstädtisches Theater.
Beaucoup de ses œuvres scéniques sont des adaptations et des transcriptions de compositeurs français et italiens de renom. Blum tente de populariser le vaudeville en Allemagne et écrit notamment la pièce Mirandolina d'après La locandiera de Carlo Goldoni, Die beiden Briten d'après Les Deux Anglais de Merville, Ich bleibe ledig et Das laute Geheimnis selon Carlo Gozzi.
Il écrit, entre autres, des œuvres pour guitare et de la musique pour guitare seule, dont une école de guitare (op. 44 en annexe). La difficulté parfois très élevée des œuvres montre qu'il est un excellent guitariste.
Pour la soprano viennoise Anna Milder-Hauptmann, qui travailla à Berlin, Blum compose pour ses tournées de concerts une grande scène de chant (avec accompagnement orchestral), qui devint extrêmement populaire : ce Gruß an die Schweiz, qui est une référence directe à l'un de ses rôles les plus populaires, qu'Emmeline chante dans le singspiel Die Schweizer Familie de Joseph Weigl et qui se transforme à la fin en une chansonnette de yodel basée sur un texte de Goethe, fut le modèle du Milder pour la composition commandée à Franz Schubert, qui ensuite écrit son avant-dernière chanson Der Hirt auf dem Felsen (D 965) dans un système en plusieurs parties similaire.
Carl Blum est enterré au cimetière de Jérusalem et de la nouvelle église (division III). La tombe ne fut pas conservée.

## Œuvres
Livres
- Jucunde: dramatisches Taschenbuch für 1836. Berlin: Verlag von Theod. Chr. Fr. Enslin, 1835.
- Die Musik: Anleitung, sich die nöthigen Kenntnisse zu verschaffen, um über alle Gegenstände der Musik richtige Urtheile fällen zu können ; Handbuch für Freunde und Liebhaber dieser Kunst; nach dem französischen Werke des Herrn Fetis „La musique mise à la portée de tout le monde“. Berlin: Schlesinger, 1830. (Édition originale de François-Joseph Fétis, Bruxelles 1839).
- Gesaenge ernsten und launigen Inhalts für 2 Tenor- und 2 Bassstimmen; 22e œuvre mise en musique de Carl Blum (4 pièces). Leipzig: Breitkopf und Härtel, ca. 1818.

Compositions pour guitare
- Exercises pour la Guitare ohne op.; Cahier 1 - 3. Leipzig: Breitkopf & Härtel
- Marche, Danse et Marmotte des Savoyards Divertissement pour la Guitare ohne op. Copenhague, C. C. Lose
- Divertissements progressifs pour la Guitare Cahier 1 op. 16; Cahier 2 op. 17. Leipzig: Breitkopf & Härtel, ca. 1817
- Studien für die Gitarre op. 44. Schlesinger’s Buch und Musikalienhandlung, Berlin
- Le Bouquet Trois Nocturnes pour Flûte Violon et Guitare op. 64; N° 1 La Rose; N° 2 La Fleur de Lys; N° 3 La Violette. Mainz Schott & Söhne
- Grand Potpourri brillant pour la guitare seule de l’opera La Muette de Portici op. 98. Berlin, Adolph Martin Schlesinger (de)
- Die Tänzerinnen: drey Rondoletten für Violine und Flöte mit Begleitung des Pianoforte oder der Guitarre; 122s Werk = (Le ballerine) componirt von Carl Blum. N° 1 La Villanella; N° 2 La Cittadina; N°3 La Straniera. Leipzig: Breitkopf & Härtel, 1832.
- Serenade pour Flute et Guitare ohne op. Vienne: Pietro Mechetti.
- Der Freischütz von Carl Maria von Weber mit Begleitung der Guitarre eingerichtet von Carl Blum ohne op. Berlin, Schlesinger’sche Buch- und Musikalienhandlung.
- Der Schiffskapitän oder Die Unbefangenen/Vaudeville von Carl Blum: als Trio für die Flöte, Violine und Gitarre gesetzt; von I. H. C. Bornhardt. Braunschweig im Musikalischen Magazine auf der Höhe.

Adaptations théâtrales
- Arien, Lieder und Gesänge des Vaudeville „Canonikus Ignaz Schuster“. Dans un acte vaguement inspiré du vaudeville français Dancourt, arr. par Carl Blum. Berlin, vers 1818 (première le 5 juin 1818 à Berlin).
- Arien und Gesänge der Vaudeville-Burleske „Der Bär und der Bassa“  selon Eugène Scribe. Berlin: vers 1820 (première le 15 décembre 1821 à Berlin).
- Arien und Gesänge der Oper: „Die Pagen des Herzogs von Vendôme“ d'après Michel Dieulafoy, édité par Georg von Hofmann (de). Berlin, 1822 (première le 12 janvier 1820 à Vienne).
- Die Nachtwandlerin. Singspiel d'après Scribe. Berlin, 1822 (première le 24 juin 1822 à Berlin).
- Der Eremit von St. Avella. Texte et musique de Carl Blum (première le 24 avril 1822 à Berlin).
- Arien und Gesänge der romantischen Oper „Libussa“, d'après Joseph Carl Bernard (de), musique de Conradin Kreutzer, ballets de Conrad Telle, la musique des marches et des chœurs avec danse... est de Carl Blum 1823.
- Arien und Gesänge des Singspiels „Die Heirath im zwölften Jahre“ d'après Scribe. Berlin, 1823 (première le 7 avril 1823 à Berlin).
- Aline, Königin von Golconda. Grand ballet de Jean-Pierre Aumer, adapté pour la scène berlinoise et mis en scène par Michel François Hoguet (de), sur la musique retenue de Carl Blum. Berlin, vers 1825.
- Arien und Gesänge aus dem Singspiel in 2 Abtheilungen mit Tanz „Der schönste Tag des Lebens“ nach dem Französischen „Le plus beau jour de la vie“ des Scribe. Berlin, 1826.
- Die Mäntel, oder: Der Schneider in Lissabon. Lustspiel in zwei Akten, frei nach Scribe. Berlin 1826
- Herr von Ich. Comédie d'après Pierre de Longchamps. Berlin, 1828.
- Die Nachtwandlerin. Singspiel librement adapté de Scribe. Berlin : Enslin, 1830.
- Riquet der Haarbüschel. Opéra féerique en deux actes d'après Riquet à la houpe de Nicolas Brazier et le conte des Mille et une nuits. Berlin : Enslin, 1830.
- Gesänge zu „Fra Diavolo oder das Gasthaus in Terracina“, opéra-comique en trois actes. Musique d'Auber. [Texte] par Scribe. Weimar, 1832.
- Das laute Geheimniß. Comédie romantique en cinq actes, adaptée de Carlo Gozzi par Carl Blum. In: Theater Band 1, 1839.
- Vicomte von Létorières. Comédie librement inspirée de Jean-François Bayard. Berlin: Schlesinger, 1844.

Œuvres originales
- Karl der Zweite Die Flucht nach Frankreich. Libretto von Carl Blum (première le 19 janvier 1812 à Königsberg).
- Arien und Gesänge von Zoraide oder Die Mauren in Granada. Drame lyrique en 3 actes avec danse, texte et musique de Carl Blum. Berlin, 1817. Op. 65. (première le 7 mai 1817 à Berlin).
- Der Schiffskapitän oder Die Unbefangenen. Livret de Carl Blum (première le 8 juin 1817 à Berlin).
- Fortunata. Livret de Carl Blum (première le 5 juin 1818 à Berlin).
- Arien und Gesänge aus der komischen Zauber-Oper „Das Rosenhütchen“. In drei Aufzügen. Berlin: Königsstädtisches Theater, 1819 (première le 28 juin 1819 à Vienne).
- Gänserich und Gänschen. Vaudeville en un acte. Musique de Carl Blum. [Historisches Aufführungsmaterial der Bayerischen Staatsoper]. 1822, manuscrit (première le 25 octobre 1822 à Berlin).
- Arien und Gesänge zum Vaudeville „Ein Stündchen vor dem Potsdammer Thore“; in 1 Akt von Carl Blum. Berlin, 1825.
- Der Fischer und der Vogelsteller. Berlin, 1825 (première le 27 février 1825 à Berlin).
- Der Bramin(e). Opéra magique en un acte, adapté de Charles-Gaspard Delestre-Poirson et du conte des Mille et une nuits et mis en musique par Carl Blum. Berlin, 1826 (première le 22 décembre 1826 à Berlin).
- Aladin die Wunderlampe. Berlin, 1828 (première le 26 juillet 1828 à Berlin).
- Doctor Johannes Faust, der wundertätige Magus der Nordens. Libretto Karl von Holtei (première le 10 janvier 1829 à Berlin).
- Die Liebe in der Mädchenschule. Berlin, 1830 (première le 12 avril 1830 à Potsdam).
- Friedrich August in Madrid. Leipzig: Leo, 1832.
- Mary, Max und Michel. Opéra-comique en 1 acte, vers 1835. De plus, insert de Richard Wagner, composé en août 1837[3].
- Arien und Gesänge aus der Opera buffa „Bergamo“. Berlin: Bloch, 1837.
- Der Ball zu Ellerbrunn. Comédie basée sur La fiera d'Alberto Nota arr. par Carl Blum. Berlin: Bloch, o. J. (1835).
- Die Herrin von der Else. Adaptation libre de The Hunchback de James Sheridan Knowles. Berlin: Bloch, 1837.
- Text der Gesänge zu Der Spiegel des Tausendschön. Burlesque en un acte. Hambourg, 1842.
- Schwärmerei nach der Mode. 1844.
- Erziehungs-Resultate oder guter und schlechter Ton. Lustspiel. Berlin: Schlesinger, 1844.
- Tempora mutantur, oder: Die gestrengen Herren. Vicomte von Létorières, oder: Die Kunst zu gefallen. Berlin: Schlesinger, 1844 (d'après Jean Bayard).
- Die Mäntel, oder Der Schneider in Lissabon. Lustspiel en un acte. Berlin: Bloch, 1864.
- Ein Herr und eine Dame. Lustspiel en un acte. Leipzig: Reclam, 1876.
- Ich bleibe ledig. Lustspiel en trois actes. D'après Alberto Nota. Leipzig: Reclam, 1875.
- Lisette oder Borgen macht glücklich. Lustspiel en un acte. Berlin: Bloch, o. J.